# Кинг, Дон
До́нальд Кинг (англ. Donald King; род. 20 августа 1931, Кливленд, Огайо, США) — американский боксёрский промоутер и функционер, особо узнаваем из-за своей необычной причёски и яркой индивидуальности. Организатор боксёрских поединков «Грохот в джунглях» и «Триллер в Маниле». Особо известен как человек, приложивший руку к падению Майка Тайсона. Дон Кинг являлся промоутером целого ряда выдающихся боксёров, охвативших собой целую эпоху, среди которых Мухаммед Али, Ларри Холмс и Эвандер Холифилд. В то же время многократно обвинялся в мошенничестве по отношению к боксёрам и имел множество судебных исков по этому поводу. Многие критики и специалисты называют Кинга «крёстным отцом» американского бокса.
За свою карьеру организовал около 500 поединков за титул чемпиона мира.
Кинг работал с многими звёздами бокса, некоторые из которых обвинили его в мошенничестве. Одно из самых громких обвинений — это обвинение со стороны Майка Тайсона.

## Биография
Дон Кинг родился 20 августа 1931 года в Кливленде (штат Огайо, США), в многодетной семье. Отец погиб в результате несчастного случая, когда Дону было 10 лет. За его смерть семья получила страховое пособие, что  позволило ей переехать в более благополучное место.
Будучи учеником средней школы, Дон Кинг принял участие в чемпионате по любительскому боксу под названием «Золотые перчатки», но быстро потерпел поражение и оставил мысли о боксёрской карьере.
После школы Кинг поступил на юридический факультет Кентского государственного университета, но был исключён.
Так и не получив образования, Кинг устроился в подпольную букмекерскую контору.
С 1951 по 1967 год Кинг более 30 раз подвергся аресту, в том числе дважды по обвинению в убийстве. Первое он совершил в 1954 году, застрелив грабителя, пытавшегося обчистить одно из его подпольных заведений, но случай был квалифицирован как обоснованное убийство и Кинга оправдали.
Однако уже в 1967 году, когда Дон Кинг избил до смерти своего должника, его признали виновным в непредумышленном убийстве и приговорили к 4 годам лишения свободы. Вышел на свободу Кинг в 1971 году.
Вскоре после освобождения Кинг избрал поприще спортивного промоутера. Сведя знакомство с Мухаммедом Али, Дон Кинг пригласил его принять участие в ряде подготовленных им спортивных мероприятий.
В 1972 году Кинг устроил бой Мухаммеда Али в Кливленде с официальной целью сбора средств для одной из больниц. Матч принёс до 80 тысяч долларов дохода.
В 1974 году Кинг стал главным организатором боя, вошедшего в историю бокса под названием «Грохот в джунглях», между Мухаммедом Али и Джорджем Форманом за звание чемпиона мира в Киншасе, столице Заира.
Уже в следующем, 1975, году Кинг организовал ещё один поединок — между Мухаммедом Али и Джо Фрейзером — получивший название «Триллер в Маниле».
Когда Мухаммед Али, отказавшись от услуг Дона Кинга, стал клиентом его злейшего конкурента Боба Арума, Кинг заключил контракт с Ларри Холмсом, звездой супертяжелого веса тех времён. В услугах Кинга в те времена были заинтересованы  многие боксёры.
В 1981 году Дон Кинг стал первым в истории промоутером, уплатившим неслыханную по тем временам сумму в 10 млн долларов в качестве гонорара одному из своих бойцов.
В 1982 году Кинг запустил собственный кабельный телеканал Don King Sports and Entertainment Network.
Организаторский гений и колоссальные материальные средства позволяли Дону Кингу бить рекорды в своей области: одних только  боёв за титул чемпиона мира им устроено было
23 в 1984 г, 25 в 1986 г  и 47 в 1994 г .
В 1995 году Майк Тайсон обвинил Дона Кинга в мошенничестве на сумму более чем в 100 млн долларов и заявил о разрыве контракта. Как бы в доказательство серьёзности своих намерений разорвать контракт с Кингом, Тайсон не постеснялся ударить его по  лицу.
По слухам, в 1996 году Дон Кинг якобы предлагал контракт братьям Кличко, однако они отвергли его предложение. Впоследствии Дон Кинг объявил это нелепыми домыслами.
В 2015 году Дон Кинг назвал лучшим боксёром в истории Мухаммеда Али, со словами: «Есть Али и все остальные».

## Семья
В первый брак Дон Кинг вступил уже в 20-летнем возрасте, его супругой была Лювениа Митчелл. Однако этот брак распался.
В 1959 году Дон Кинг женился второй раз на Генриетте. В браке они воспитывали троих детей, двое из которых были приёмными.
В 2010 году Генриетта Кинг умерла от рака, в возрасте 87 лет. Дон Кинг сказал, что со смертью жены он потерял лучшего друга.

## Судебные разбирательства
Кинг был вовлечён в несколько судебных разбирательств с боксёрами, которые обвиняли его в мошенничестве.

### Мухаммед Али
В 1982 году Мухаммед Али подал на Кинга в суд за неуплату ему 1,1 миллиона долларов за бой с Ларри Холмсом.
Кинг связался со старым другом Али по имени Джереми Шабазз и вручил ему чемодан с наличными в размере 50 тысяч долларов и письмо, в котором Али отзывал иск против Кинга. Он попросил Шабазза навестить Али, который находился в больнице в связи с ухудшающимся здоровьем, и вручить ему чемодан с деньгами, если тот подпишет письмо. Али подписал. Это письмо даже давало Кингу право представлять интересы Али в любых последующих боях.
Позднее Шабазз сожалел о помощи Кингу. Он вспоминал: «Али был болен к тому времени и много бормотал. Я полагаю, что ему просто нужны были деньги».
Адвокат Али заплакал, когда узнал, что тот отозвал иск без его ведома.

### Ларри Холмс
Ларри Холмс утверждал, что Кинг, который вёл почти всю его карьеру, обманул его на 10 миллионов долларов, забирая часть гонораров, заработанных в боях, включая 25 процентов призовых, как скрытому менеджеру.
Холмс говорит, что он получил только 150 тыс. из положенных 500 тыс. за его бой с Кеном Нортоном и 50 тыс. из 200, за встречу с Эрни Шейверсом. Он также говорит о краже части гонорара боев с Али, Рендаллом Коббом и Леоном Спинксом, соответственно 2 млн 700 тыс. и 250 тыс. долларов.
Холмс подал на Кинга в суд по обвинению в недоплате ему гонорара за бой с Джерри Куини в размере от 2 до 3 млн долларов. Также он подал иск за бой с Майком Тайсоном, в котором не досчитался 300 тыс. долларов. Холмс утряс все детали с Кингом за 150 тыс. и также подписал легальное соглашение о нераспространении негативной информации в сторону Кинга.

### Майк Тайсон
Тайсон подал судебный иск в размере 100 млн долларов, утверждая, что промоутер обманул его на множество миллионов в течение десятилетия.
Дело было закрыто вне суда за 25 млн долларов.

### Терри Норрис
В 1996 году Терри Норрис подал иск на Кинга, сетуя на то, что последний воровал у него деньги и был в сговоре с его менеджером по недоплате гонорара за бои. Дело дошло в суд, но Кинг все уладил вне суда, заплатив Норрису 7,5 млн в 2003 году. Кинг также уступил Норрису, который настаивал, чтобы договоренность была публичная.

### Леннокс Льюис
В 2003 году Леннокс Льюис подал иск на Дона Кинга, обвиняя его в том, что именно он заставил Майка Тайсона не выступать на одной площадке с Льюисом. Тайсон должен был выйти на ринг с Олегом Маскаевым в рейтинговом поединке. Однако отказ Майка от участия в поединке принёс издержки в 10 миллионов долларов.
В ответ Дон Кинг выдвинул встречный иск обвиняя оппонентов в клевете. Впоследствии стороны примирились и отозвали иски. Условия примирения не были преданы огласке.

### ESPN
В 2005 году Кинг подал в суд на канал ESPN, а также создателей SportCentury в размере 2,5 миллиарда долларов за клевету после выхода в свет документального фильма, в котором говорилось о том, что Кинг «убил, не единожды, а дважды», угрожал сломать Ларри Холмсу ноги, воровстве у Мелдрика Тейлора 1 млн долларов и дальнейшей угрозе убить Тейлора. Хотя в фильме прозвучали обвинения, которые уже звучали прежде, Кинг заявил, что и этого достаточно. Адвокат Кинга сказал: «Всё это было сделано, чтобы показать Дона в худшем свете. Дон Кинг сильный человек, но это его задело».
Суд отклонил иск, не найдя в картине злого умысла. Судья Дориан Даморгиян заявил: «Ничего такого в плёнке, которая вышла на ESPN, не говорит о целенаправленности причинения злого умысла и вреда Кингу».

### Крис Берд
В начале 2006 года Крис Берд подал иск против Кинга за нарушение контрактных обязательств. В дальнейшем конфликт был улажен за стенами суда в порядке разрыва контракта с Кингом.

### Тим Уизерспун
Тиму Уизерспуну угрожали, что его занесут в чёрный список, если он не подпишет эксклюзивного контракта с Кингом и его приёмным сыном Карлом. В связи с запретом на вызов адвоката, Тим подписал четыре «рабских контракта». Первый был связан с эксклюзивным продвижением от Кинга, второй предусматривал менеджерский контакт с Карлом Кингом. Оба были идентичны, за исключением нескольких помарок, первая из которых давала Карлу Кингу 33 % от гонорара Уизерспуна, остальные 50 % Кингу, это больше чем разрешено многими боксёрскими комиссиями. Четвёртый контракт вообще был пуст.
Другие примеры, включая обещание заплатить 150 тыс. за его бой с Ларри Холмсом, но получив только 52 тыс. 750 долларов. Пасынок Кинга нелегально забирал 50 % от заработка Уизерспуна прямо перед носом комиссии Невады, а санкционирование боя под эгидой WBC также вычиталось из его гонорара.
Его заставили тренироваться в лагере Кинга в Огайо вместо тренировочного лагеря Али, который он разрешил использовать бесплатно. За бой с Грегом Пейджем Тим получил 44 тыс. 460 долларов из полагаемых 250 тыс. Кинг также вычел затраты, связанные с тренировочным процессом, боями и билетами на бой для его друзей и семьи.
Уизерспуну так и не заплатили обещанные 100 тыс. долларов на тренировочные затраты, вместо этого он сам платил 150 долларов за 1 день пребывания в лагере Кинга. Карл Кинг всё так же получал 50 % от гонорара, несмотря на то, что Don King Promotions ложно утверждала о получении 33 %. HBO заплатило Кингу 1,7 млн долларов за бой Уизерспуна с Фрэнком Бруно. Гонорар Тима составлял 500 тыс., но после вычетов Кинга получил он только 90 тыс. Карл Кинг получил 275 тыс. долларов.
В 1987 году Уизерспун подал иск против Кинга на 25 млн долларов за причинённый ущерб. В конце концов дело было улажено за 1 млн долларов вне стен суда.

### «Мир бокса»
Российские промоутеры Андрей Рябинский и Владимир Хрюнов, представляющие промоутерскую компанию «Мир бокса» (World of Boxing), подали иск против Дона Кинга. Они обвинили его в нарушении контракта, подписанного в январе 2014 года. 25 апреля того же года должен был состояться бой за звание чемпиона мира по версии WBA между россиянином Денисом Лебедевым, которого представляли истцы, и панамцем Гильермо Джонсом, которого представлял Кинг, однако допинг-тест панамского боксёра дал положительный результат, и бой был отменён.
Федеральный суд Манхэттена признал, что по вине Кинга был сорван бой между чемпионом мира по версии WBA Денисом Лебедевым и Гильермо Джонсом. Компенсация составила 1,6 млн долларов, которые Рябинский обещал направить на «подготовку российских боксёров».

## В кинематографе
В 1997 году по книге Джека Ньюфилда «Only in America: The Life and Crimes of Don King» был поставлен телефильм «Дон Кинг: Только в Америке». В центре сюжета — история жизни Дона Кинга, роль которого сыграл Винг Рэймс.
В том же году Дон Кинг исполнил камео в фильме «Адвокат дьявола». Также в 2022 году вышел сериал «Майк».